# Чуруково
Чуреково (неправилно Чуруково) е село в Южна България. В по-стари публикации селото се нарича Чурек. То се намира в община Девин, област Смолян.

## История
През 1872 г. в селото има 80 къщи. От 1878 до 1886 г. то попада в т. нар. Тъмръшка република. През 1920 г. в селото живеят 90 души, през 1946 – 251 души, а през 1965 – 260 души.
През 1914 г. жителите на селото са засегнати от насилственото покръстване на помаците и в резултат едно семейство от селото емигрира в село Бююкоюнлю, (област Одрин, община Лалапаша), Турция.

## Религии
Населението е съставено изцяло от българи-християни, изповядващи източно православие, заселени от различни краища на страната след 1912 г., когато селото се обезлюдява от живеещите дотогава и напуснали района българи-мюсюлмани (българомохамедани).

## Редовни събития
- През 2005 г. е построен параклисът „Св. Богородица“.
- На 15 август 2007 г. родовете на селото организират Събор и остава традиция.